# Graphium antheus
Graphium antheus es una especie de mariposa en la familia Papilionidae que se encuentra en zonas tropicales y África subsahariana. En inglés se la conoce como large o larger striped swordtail.
La envergadura es de 65–70 mm en machos y 70–75 mm en hembras. El período de vuelo es durante todo el año, con un pico de noviembre a diciembre.
 

La larva se alimenta de Uvaria caffra, Artabotrys monteiroae, Annona reticulata, Annona senegalensis, Artabotrys brachypetalus, Cleistochlamys kirkii, Hexalobus monopetalus, Landolphia ugandensis, Monanthotaxis caffra, Monodora junodi y Uvaria kirkii. 

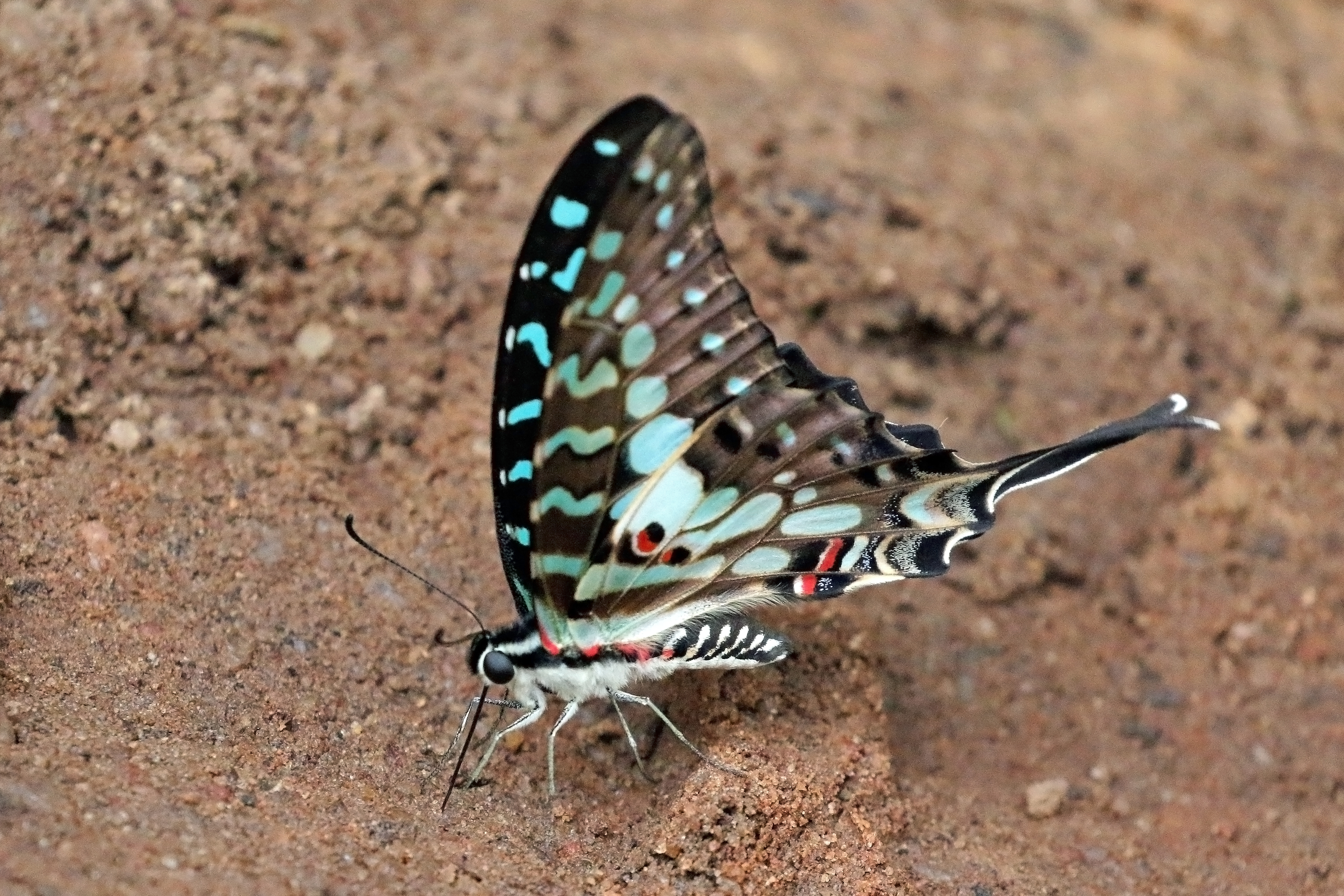
Adulto, parte inferior Bosque Bobiri, Ghana
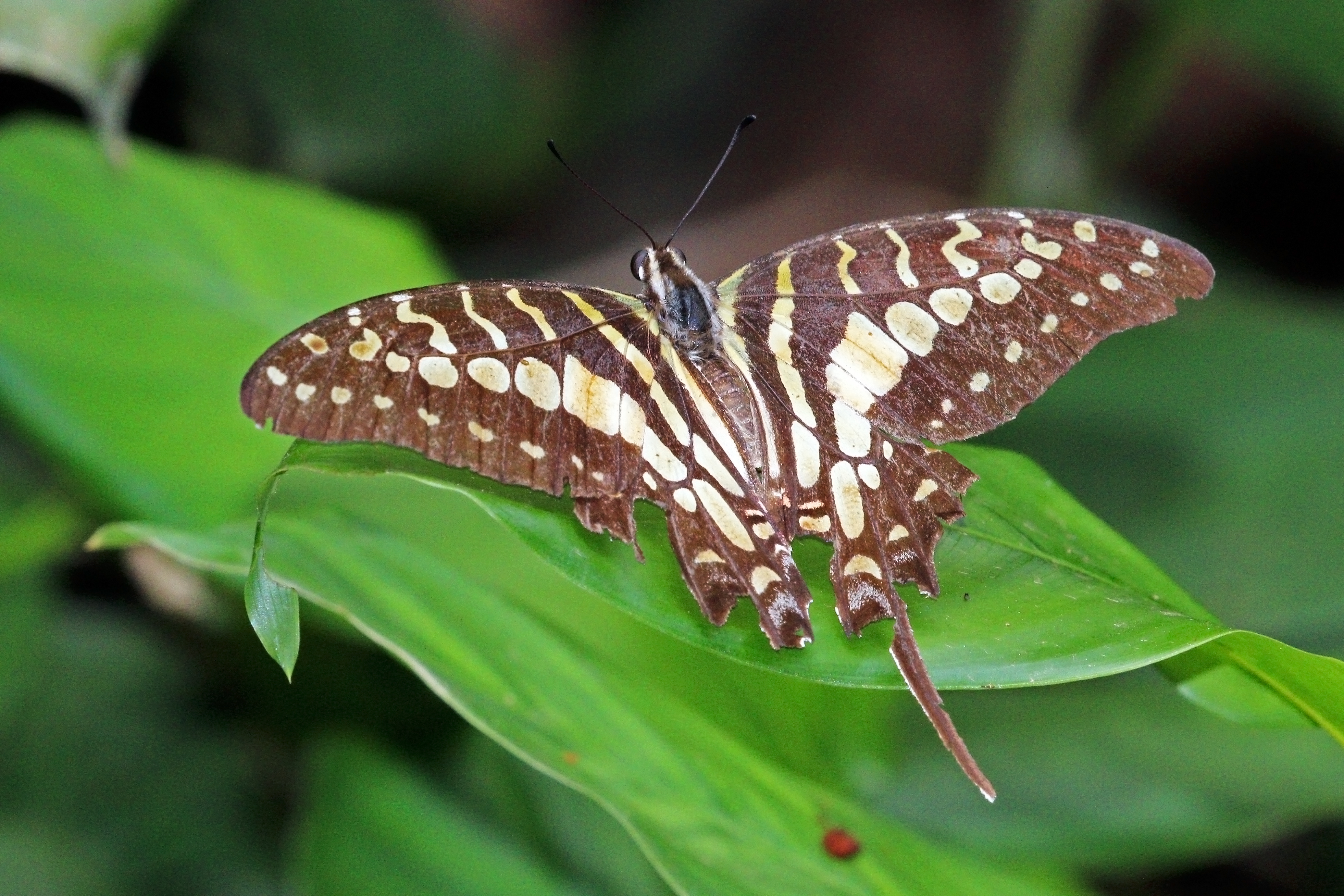
Adulto Bosque Bobiri, Ghana
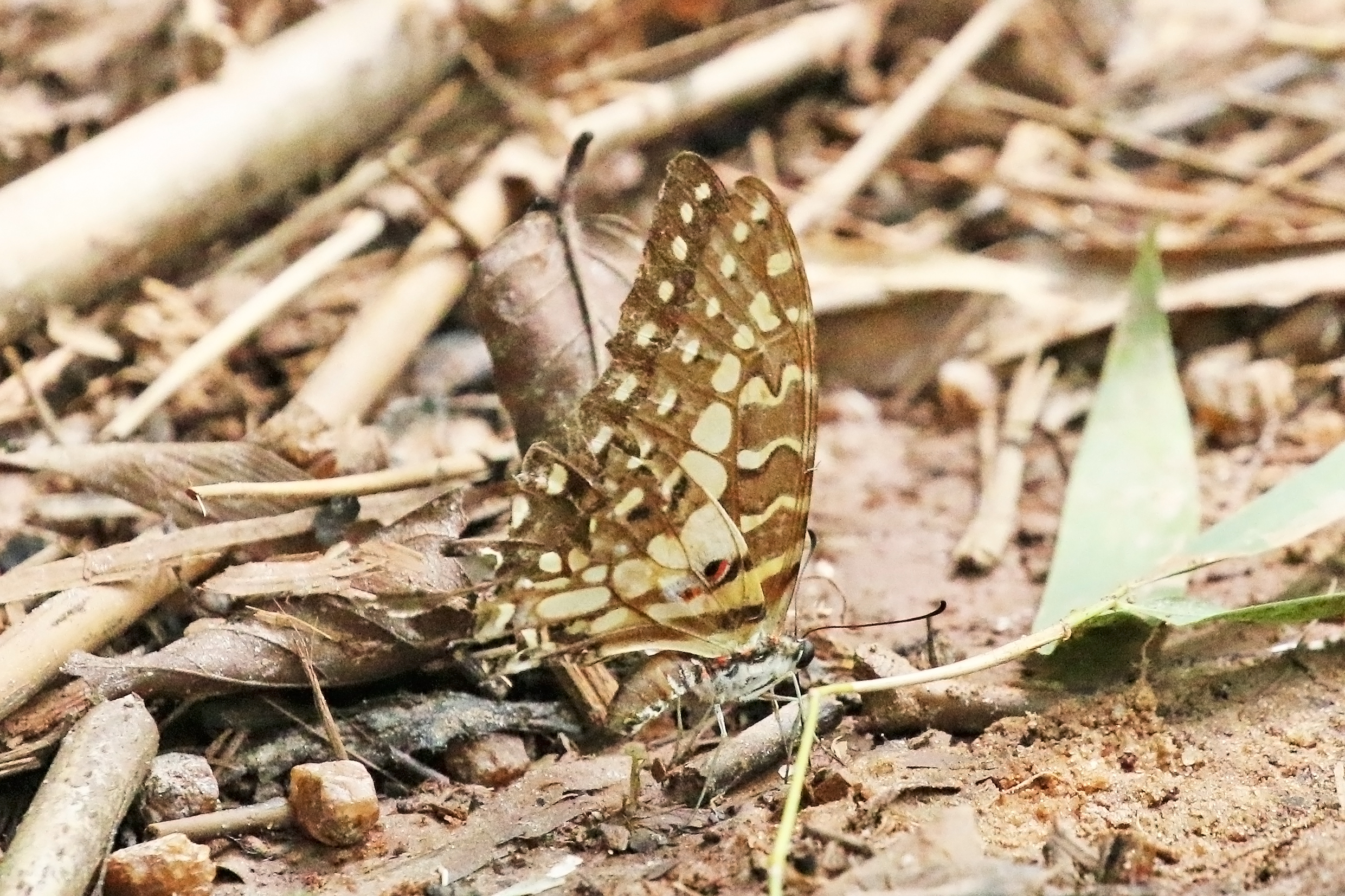
Adulto, parte inferior Bosque Bobiri, Ghana